# Anjolus malkini
Genre
Espèce
Anjolus malkini, unique représentant du genre Anjolus, est une espèce d'opilions laniatores de la famille des Assamiidae.

## Distribution
Cette espèce est endémique du Kimberley en Australie-Occidentale. Elle se rencontre dans le péninsule Anjo.

## Description
L'holotype mesure 2,9 mm.

## Étymologie
Cette espèce est nommée en l'honneur de Borys Malkin.

## Publication originale
- Goodnight & Goodnight, 1948 : « New phalangids from the southwest Pacific. » American Museum Novitates, no 1371, p. 1–14 (texte intégral).